# Ton Marijt

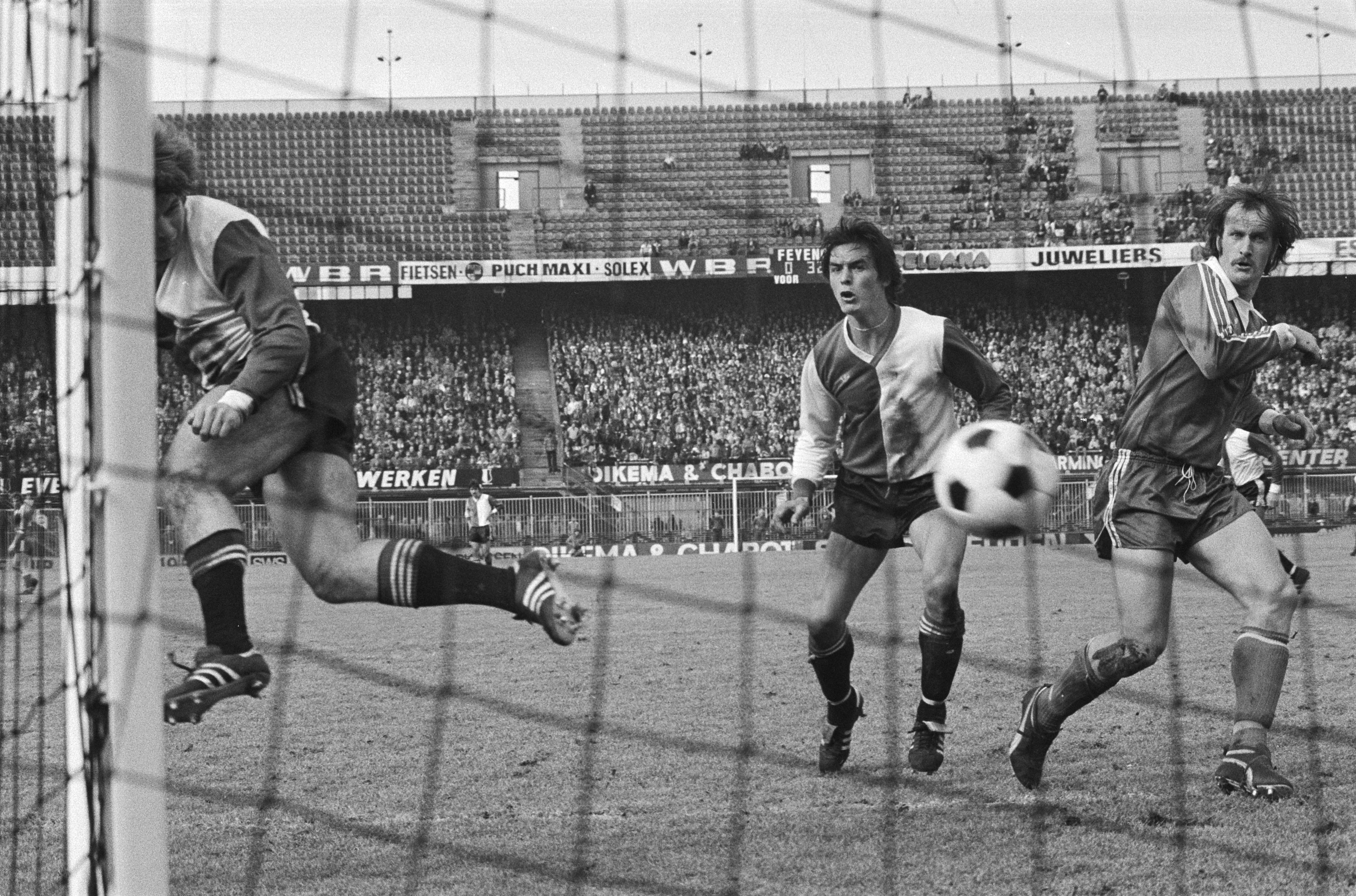
Ton Marijt (uiterst rechts) in het shirt van Sparta tijdens de stadsderby tegen Feyenoord (4 maart 1979). Feyenoord won met 4-1 in hun thuisstadion De Kuip in Rotterdam-Zuid. In het begin van dat zelfde seizoen 1978/79, in ronde 2 van de 34, had Sparta in het eigen thuisstadion 'Het Kasteel ' in Rotterdam-Spangen, Rotterdam-West, Feyenoord nog met 1-0 verslagen. (30 augustus 1978)

Ton Marijt (Noordwijk, 12 maart 1948) is een voormalig Nederlandse profvoetballer.
(An)ton Marijt speelde betaald voetbal in de jaren zeventig en begin tachtig bij eredivisieclubs, meestal als centrumverdediger, vooral voorstopper. Marijt, afkomstig van Noordwijk, speelde van juli 1972 tot en met juni 1975 bij het nabij gelegen Haarlem (seizoenen 1972/73, 1973/74, 1974/75), waarmee hij in mei 1975 degradeerde. Hierna speelde hij nog voor De Graafschap in Doetinchem (De Achterhoek) in de seizoenen 1975/76 en 1976/77 (waarmee hij in mei 1977 eveneens degradeerde naar de eerste divisie), voor Sparta Rotterdam in de seizoenen 1977/78 en 1978/79 en voor Roda JC in Limburg in de seizoenen 1979/80 en 1980/81. Met Haarlem en De Graafschap eindigde Marijt zijn eerste jaren aldaar onderaan in de middenmoot, met Sparta in de subtop, en met Roda JC in de middenmoot van de eredivisie.